# تروریسم در انگلستان

نقشه حوادث تروریستی بریتانیا در سالهای ۱۹۷۰–۲۰۱۵. ایرلند شمالی و لندن مکان‌های اصلی وقایع هستند. مجموع ۴۹۹۲ حادثه.

تروریسم در انگلستان (انگلیسی: Terrorism in the United Kingdom) طبق گزارش اداره امور داخلی، تهدیدی جدی برای دولت محسوب می‌شود. علل مختلفی برای تروریسم در انگلیس وجود دارد. قبل از سال ۲۰۰۰، بیشتر حملات به درگیری ایرلند شمالی (نزاع) مرتبط بود. در اواخر قرن بیستم نیز حملات گروه‌های تروریستی خاورمیانه رخ داد که بیشتر آنها با درگیری‌های عرب و اسرائیل مرتبط بود. از سال ۲۰۰۰، اغلب حوادث تروریستی در بریتانیا با افراط گرایی اسلامی مرتبط است.
از سال ۱۹۷۰، در انگلستان حداقل ۳٬۳۹۵ مرگ در ارتباط با حملات تروریستی، بوده که بالاترین میزان در غرب اروپا می‌باشد. اکثریت قریب به اتفاق آنها ناشی از درگیری ایرلند شمالی بوده و در آنجا اتفاق افتاده‌است. در سرزمین اصلی بریتانیا ۴۳۰ مرگ مربوط به تروریست‌ها بین سال‌های ۱۹۷۱ تا ۲۰۰۱ وجود داشته‌است. از این تعداد، ۱۲۵ مرگ ناشی از درگیری ایرلند شمالی و ۳۰۵ مرگ و میر ناشی از علل دیگر بوده‌است بیشتر موارد مرگ در بمب‌گذاری لاکربی رخ داد. از سال ۲۰۰۱، در انگلستان، نزدیک به ۱۰۰ مرگ مرتبط با تروریست‌ها بوده‌است، اکثریت آنها با افراط گرایی اسلامی ارتباط دارد.
از سپتامبر ۲۰۰۱ تا دسامبر ۲۰۰۹، ۱۸۳۴ نفر در ارتباط با تروریسم در انگلیس دستگیرشده‌اند، که ۴۲۲ نفر به جرایم مربوط به تروریست محاکمه شده که ۲۳۷ نفر آنها محکوم شده‌اند.

## سازمانهای ممنوع شده
دولت انگلیس ۵۸ سازمان را تروریستی اعلام کرده و فعالیت آنها را ممنوع کرده‌است. ۴۴ مورد از این سازمان‌ها تحت قانون تروریسم سال ۲۰۰۰ ممنوع شدند. دو مورد از این موارد نیز تحت قانون تروریسم سال ۲۰۰۶ برای «ستایش از تروریسم» ممنوع شدند. به جز راستگراهای نئونازی، چهارده سازمان دیگر (به‌طور عمده) در ایرلند شمالی فعالیت می‌کنند و تحت قانون قبلی ممنوع شده‌اند.

## سازمان‌های بین‌المللی
سازمان‌های بین‌المللی که به عنوان تروریست تعیین شده و ممنوع شده‌اند و اکثریت قریب به اتفاق دارای ایدئولوژی‌های رادیکال اسلامی هستند، عبارتند از:
- سازمان انقلابی ۱۷ نوامبر
- تیپ عبدالله اعظم، شامل گردان‌های زید الجراح (AAB)
- سازمان ابو نیدال
- ارتش اسلامی عدن ابیان
- الجماعه الاسلامیه
- الغربا
- الاتحاد الاسلامیه
- المرابطون
- القاعده
- الشباب
- جبهه آزادی حیوانات
- انصارالاسلام
- انصار الشریعه تونس
- انصارو
- انصار بیت المادیس
- اثبات النصر
- بابر خلسا
- ارتش آزادیبخش بلوچستان
- جهاد اسلامی مصر
- ETA
- حماس
- حرکات الشباب المجاهدین
- حرکت الجهاد الاسلامی
- حرکت المجاهدین
- حرکت ال انصار
- حزب‌الله
- حزب اسلامی گلبدین
- امارت قفقاز